# Allagoptera caudescens
Allagoptera caudescens är en enhjärtbladig växtart som först beskrevs av Carl Friedrich Philipp von Martius, och fick sitt nu gällande namn av Carl Ernst Otto Kuntze. Allagoptera caudescens ingår i släktet Allagoptera och familjen Arecaceae. Inga underarter finns listade i Catalogue of Life.